# Samuel J. Palmisano
Samuel J. Palmisano (Baltimora, 29 luglio 1951) è un dirigente d'azienda e musicista statunitense.

## Biografia
Italoamericano è stato l'amministratore delegato e il presidente della IBM, una delle maggiori aziende informatiche del mondo, fino a gennaio 2012.
Entrato in azienda nel 1973, è stato eletto nel 2002, con effetto dal 1º gennaio 2003. Prima di questo incarico era già direttore generale dell'azienda.
Prima di guidare la divisione IBM Global Services Palmisano era stato nominato presidente di una sussidiaria dell'IBM, la Integrated Systems Solution Corporation.
Nel 2006 è stato eletto nel direttivo della Exxon Mobil ed è presidente onorario della National Engineers Week 2008.

## Studi, carriera musicale e famiglia
Ha studiato a Calvert Hall a Baltimora, nel Maryland, e durante quel periodo ha suonato il sax con il gruppo The Temptations. Ha anche il titolo di bachelor in storia, conseguito alla Johns Hopkins University. Coniugato, padre di quattro figli, vive a Southport, nel Connecticut.